# Trigonopsis californica
Trigonopsis californica är en svampart som beskrevs av Kurtzman 2007. Trigonopsis californica ingår i släktet Trigonopsis, ordningen Saccharomycetales, klassen Saccharomycetes, divisionen sporsäcksvampar och riket svampar.   Inga underarter finns listade i Catalogue of Life.